# آندي روبن

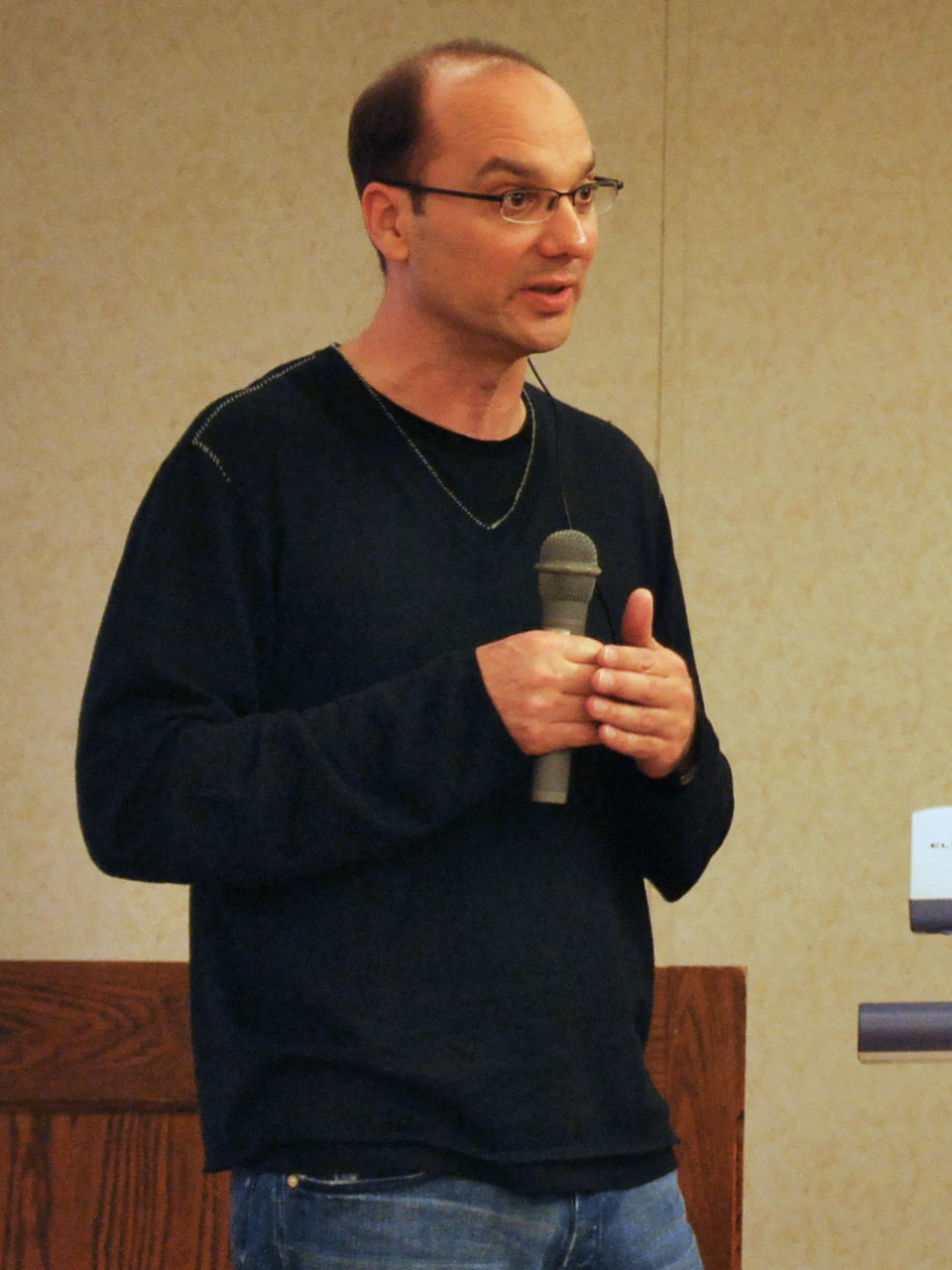

أندرو روبن (بالإنجليزية: Andrew Rubin) (ولد عام 1963) هو مبرمج حاسوب ورجل أعمال أمريكي، وهو مؤسس شركة أندرويد في عام 2003، والتي استحوذت عليها جوجل في 2005. شغل روبن منصب نائب رئيس في جوجل لمدة 9 سنوات وقاد جهود الشركة لإنشاء وتعزيز نظام تشغيل أندرويد للهواتف المحمولة والأجهزة الأخرى. ترك روبن شركة جوجل في عام 2014 بعد مزاعم بسوء السلوك الجنسي، على الرغم من أنه تم تقديمه على أنه مغادرة طوعية بدلاً من فصل في البداية. ثم عمل روبن كمؤسس مشارك ومدير تنفيذي لشركة الاستثمارات بلاي غراوند غلوبال ‏ من 2015 وحتى 2019. ساعد روبن أيضًا في تأسيس إسيشنل برودكتز في عام 2015، وهي شركة ناشئة للهواتف المحمولة أُغلقت في عام 2020 دون العثور على مشترٍ.
لُقّب روبن بـ «أندرويد» من قبل زملائه في أبل في عام 1989 بسبب حبه للروبوتات، ليصبح الاسم لاحقًا هو الاسم الرسمي لنظام التشغيل أندرويد.
قبل ذلك، ساعد روبن أيضًا في تأسيس شركة دانجر ‏ في عام 1999، وهي شركة تعمل في مجال الهواتف المحمولة. ثم تركها للعمل على أندرويد في عام 2003، واستحوذت مايكروسوفت في النهاية على دانجر في عام 2008.